# بريستول 170
بريستول 170  (بالإنجليزية: Bristol Freighter)‏ هي طائرة شحن أنتجت في 1945 ببريطانيا. من صناعة شركة طائرات بريستول. كان أول طيران لها في 2 ديسمبر 1945. دخلت الخدمة في 1946، صنع منها 214 طائرة.

## المستخدمون
- الخطوط الجوية العربية السعودية في عقد الأربعينيات.